# 王瓊賢
王瓊賢（英語：Kinghang Wang，1968年—）網路暱稱「小賢豆豆媽」 （页面存档备份，存于），人稱「小賢老師」 （页面存档备份，存于），台灣女性攝影師，尤以家貓攝影聞名，因為養了一隻名叫豆豆的貓而開始以貓為拍攝與生活重心，她是華人地區首位出版貓攝影教學書的作者，也是相當知名的貓部落客。

## 經歷
- 王瓊賢出生並成長於台灣台南市新市區，畢業於中國文化大學企管系。曾為十幾年的上班族，婚後經營如新保養彩妝品事業。2002年因為養貓而迷上貓攝影，並因此成為貓咪攝影師。
- 2007出版了第一本貓攝影教學書貓咪功夫館－用鏡頭抓住貓。往後又以家貓攝影為主要拍攝題材，陸續出版多本寵物攝影書籍。
- 豆豆過世之後，又陸續收養了許多流浪貓和流浪狗，最多曾有15隻貓和2隻狗。除了收養浪貓浪狗，也相當關懷流浪貓的生存與保護，2008年接觸街貓攝影之後，參與了爭取淡水街貓生存權並且努力奔走籌款設立了愛貓象徵「忽忽與馬小三銅像」[1]至今仍持續不斷帶領志工關注照顧淡水河邊區域的流浪貓，每年編纂淡水街貓桌曆為貓咪醫藥費籌款並達到宣揚人貓與自然環境和平相處之理想。
- 2011年加入臺北市珍愛扶輪社[]
- 2017年擔任臺北市珍愛扶輪社社長

## 著作
- 《貓咪功夫館－用鏡頭抓住貓》，王瓊賢著，松崗出版社，2007年2月 ISBN 9861259295
- 《貓咪這樣拍就對了》，王瓊賢著，貓頭鷹出版社，2009年5月 ISBN 9789866651625
- 《攝影達人這樣拍》，楊安生、邵天紳、徐聖淵、陳承光、王瓊賢，尖端出版社，2009年1月 ISBN 9789571040011
- 《賞喵悅目》 王瓊賢箸，尖端出版社，2010年5月 ISBN 9789571043005
- 《DSLR龍之卷》 黑麵、小賢豆豆媽、芊芊、ADI、IVAN 尖端出版社 2011年9月 ISBN 9789571046075
- 《捕捉生活中的感動Sony Cyber-shot》 Airos、GP、小賢、王寶國 尖端出版社

## 得獎
- 2005年 台灣快樂貓攝影比賽三項金獎
- 2007年 台灣動物呼喚攝影大賽兩項佳作

## 攝影展
- 台北爵士專業攝影藝廊首次個展
- 2009 台南教會個展
- 2009 台南如新護理之家個展
- 2009 台北中正捷運藝廊個展
- 上海伊東美術博物館個展
- 2010 台中醫院個展
- 2011 台北三芝貓雜貨咖啡館個展
- 2011 台中醫院再次展出
- 台北典美寵寵藝術節個展 （页面存档备份，存于）
- 2011 北京貓咪節攝影個展
- 2012 台北醫學院個展
- 2012全國動物醫院貓攝影個展
- 2012台中騷貓會館攝影個展 （页面存档备份，存于）
- 2011~2014台北市各戶政事務所藝廊個展
- 2013新北市淡水名統百貨貓迷藏藝術聯展[永久]